# Nombre d'Ohnesorge
Le nombre d'Ohnesorge {\displaystyle (Oh)} est un nombre sans dimension utilisé en mécanique des fluides pour caractériser la déformation de bulles et des gouttes. Il correspond au rapport des forces visqueuses avec la tension superficielle et les forces d'inertie.
L'éponyme du nombre d'Ohnesorge est le physicien allemand Wolfgang von Ohnesorge (1901-1976) qui l'a introduit en 1936.
On le définit de la manière suivante :
{\displaystyle Oh={\frac {\mu }{\sqrt {\rho \sigma L_{c}}}}={\frac {1}{\sqrt {La}}}}
avec :
- σ - Tension superficielle
- μ - Viscosité dynamique
- Lc - Longueur caractéristique
- ρ - Masse volumique
- La - nombre de Laplace

Ce rapport est utilisé dans des procédés de séchage par atomisation où l'on forme des gouttes qui tombent dans un espace très chaud. Un contrôle de la taille de gouttes ainsi que de la vitesse de séchage est très important pour obtenir un produit qui ne soit pas humide ou décomposé par une exposition trop longue à la haute température. 
Le nombre d'Ohnesorge est directement lié au nombre de Laplace par la relation suivante :
{\displaystyle Oh={La}^{-{\frac {1}{2}}}}